# Cyclosa sierrae
Espèce
Synonymes
- Epeira incongrua O. Pickard-Cambridge, 1872
- Cyclosa caudata L. Koch, 1876
- Cyclosa strandjae Drensky, 1915

Cyclosa sierrae est une espèce d'araignées aranéomorphes de la famille des Araneidae.

## Distribution
Cette espèce se rencontre dans le Sud de l'Europe, en Turquie et en Iran.

## Description

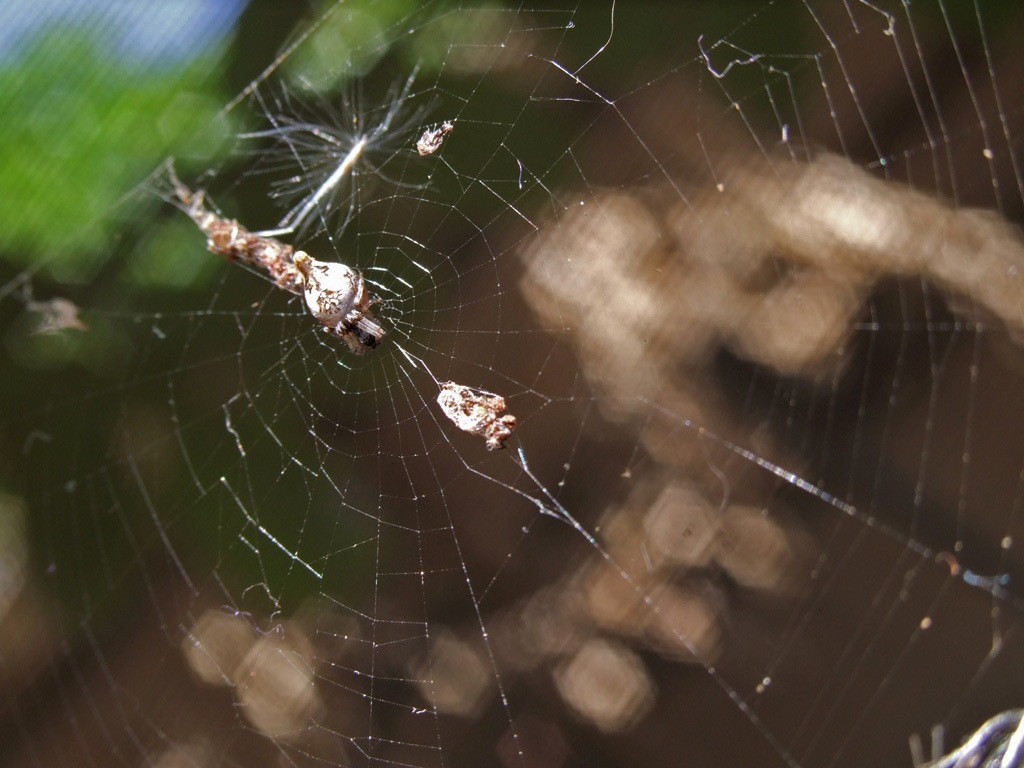
Cyclosa sierrae

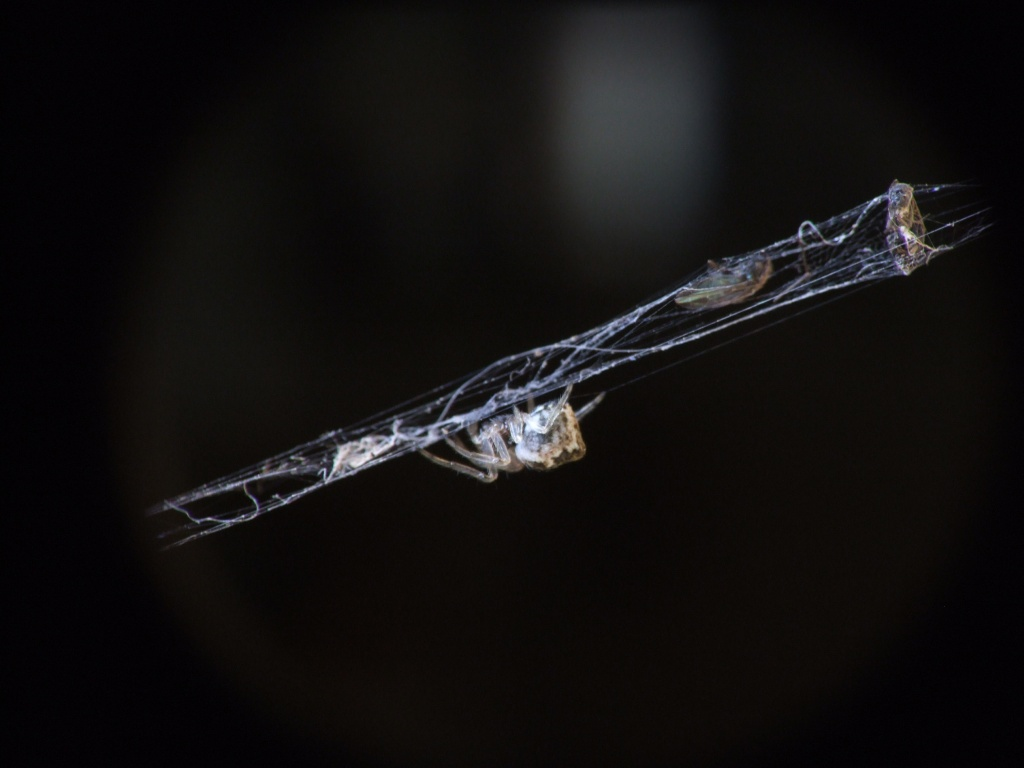
Cyclosa sierrae

Les mâles mesurent de 3,2 à 4,8 mm et les femelles de 4,1 à 6,8 mm.

## Publication originale
- Simon, 1870 : « Aranéides nouveaux ou peu connus du midi de l'Europe. » Mémoires de la Société Royale des Sciences de Liège, sér. 2, vol. 3, p. 271-358 (texte intégral).